# NGC 3237
NGC 3237 este o galaxie LINER situată în constelația Ursa Mare. A fost descoperită în 18 martie 1787 de către William Herschel.